# 中央競馬クラシック三冠
中央競馬クラシック三冠（ちゅうおうけいばクラシックさんかん）とは中央競馬で行われる皐月賞・東京優駿・菊花賞の3競走を指す。単に三冠競走とも称する。
また、牝馬限定競走である桜花賞・優駿牝馬・秋華賞の牝馬三冠についても記述する。

## 概要
イギリスのクラシック三冠戦を範として誕生した中央競馬の競走で、3歳牡馬・牝馬によって行われる。牝馬のみが出走可能なのは桜花賞、優駿牝馬、秋華賞であり、これら3競走が牝馬三冠と呼ばれる。
なお、牝馬三冠の最後の競走（ビクトリアカップ、エリザベス女王杯、秋華賞）は、イギリスのクラシックに相当する競走がなく、創設当初から外国産馬にも開放されていたため、クラシック競走には含まれない。1969年ビクトリアカップ創設以前の日本には、現在の牝馬三冠目に相当する競走が存在せず、牝馬が三冠を狙う際には菊花賞に出る必要があった。
牡馬クラシック三冠または牝馬三冠を達成した内国産馬には報奨金が交付される。
以下、模範となったイギリスのクラシック各競走と、日本でクラシック三冠または牝馬三冠全てに優勝した競走馬（三冠馬）を記す（三冠馬以外のクラシック競走勝利馬については「中央競馬クラシック競走優勝馬一覧」を参照）。

### 国際化
出走条件は、3歳（旧4歳）馬とされているが、長い間、種牡馬・繁殖牝馬の適性を審査するため、JRAに登録されている内国産馬限定で行われてきた。その後、中央・地方交流促進の一環として、1995年から地方競馬の所属馬も出走できるようになり、さらに、2001年からは日本競馬の国際化が進み、段階的に外国産馬の出走が条件付きで解禁された。2010年以後は国際セリ名簿基準書のパート1競走に指定され、2・3歳限定戦の重賞にも国際グレード格付けが行われるようになり、外国馬の出走制限が大幅に緩和された。しかし、2024年現在、外国産馬がクラシックを優勝したのは2007年優駿牝馬のローブデコルテのみで、牡馬が出走できる三冠では外国産馬の優勝がない。また、外国馬は一度も来日していない。
元々、競馬の国際化を念頭に置いた「外国産馬の出走制限緩和策8年計画」（1992年策定）があったものの、日本の内国産馬の生産業界からの反発が強く、クラシック競走への解放は当初見送られていた。そのため、クラシックに出られない3歳馬のために「NHKマイルカップ」が「マル外のダービー」として開催され、第1回（1996年）は18頭中14頭が外国産馬で占められた。しかし、この「マル外解放」に呼応する形で、トニービン、ブライアンズタイム、サンデーサイレンスの「3大種牡馬」が輸入され、内国産馬が台頭。NHKマイルカップでは2002年にテレグノシス（トニービン産駒）が内国産馬で初優勝を達成し、その後も内国産馬の優勝が続いている。外国産馬の優勝は2001年のクロフネ以来、2021年のシュネルマイスターまで20年間なかった。また、出走馬全てが内国産馬の年も存在する

### 登録料
クラシック競走に出走するためには、クラシック登録料を3回にわたって支払う必要がある。通常、2歳の10月に第1回、3歳の1月に第2回、3歳のクラシック当該競走開催2週間前が第3回の締切日である（いずれも締め切り当日正午まで必着）。第1回登録の際に1万円、第2回に3万円、第3回に36万円、総額40万円を事前に払う必要がある。しかし、オグリキャップが1988年に笠松競馬場から中央に移籍した際、クラシック参加には中央への移籍と1987年のクラシック第1回登録を済ませる必要があり、結果的にクラシック出走はできなかった。
これを踏まえて、1992年から追加登録制度が設けられ、第3回締め切り時までに200万円を支払うことで、第1回締め切り時に登録を見合わせた馬も出走できるようになった。この制度を利用したテイエムオペラオーは1999年の皐月賞を優勝し、その後もヒシミラクル（2002年菊花賞）、アローキャリー（2002年桜花賞）、メイショウマンボ（2013年優駿牝馬）、トーホウジャッカル（2014年菊花賞）、キタサンブラック（2015年菊花賞）の計6頭が追加登録制度を利用してクラシック制覇を達成している。

### 日本軽種馬協会に血統登録されているサラブレッドの生産頭数
日本ダービー時に「○○年（当該年の3歳馬の出生年）のサラブレッド、○○頭の頂点を決める」という統計の説明があるが、そのバロメーターとなる日本における競走馬の血統登録されている生産頭数は、日本軽種馬協会に残されている1955年以後のデータでは、1955年はわずか660頭（サラブレッド系・準サラブレッドも含む）だった。高度経済成長期に合わせるかのように1959年には初めて1000頭を突破（1031頭）し、その後も増加し続け、1976年には8470頭で第1次ピーク期を迎えた。
その後、一時期7000 - 8000頭前後で落ち着くが、1991年から1993年にはそれぞれ10054、10407、10188頭と1万頭を超え、第2次ピーク期を迎えた。しかし、その後のバブル崩壊により再び減少傾向に転じ、21世紀初頭には7000頭前後の水準に戻り、2023年現在は7800頭付近で推移している。

## クラシック三冠
| 開催順 | 競走名                   | 競馬場 | 距離  | イギリスクラシックで相当する競走 | 競馬場           | 距離  | 出典   |
| ------ | ------------------------ | ------ | ----- | -------------------------------- | ---------------- | ----- | ------ |
| 1      | 皐月賞                   | 中山   | 2000m | 2000ギニーステークス             | ニューマーケット | 1609m | [ 8 ]  |
| 2      | 東京優駿（日本ダービー） | 東京   | 2400m | ダービーステークス               | エプソム         | 2419m | [ 9 ]  |
| 3      | 菊花賞                   | 京都   | 3000m | セントレジャーステークス         | ドンカスター     | 2921m | [ 10 ] |

| 達成順 | 年   | 馬名               | 生産者           | 馬主               | 管理調教師 | 騎手     | 出典・備考                                                                                     | 出典・備考                                                                                     | 出典・備考                                                                                     | 達成時の成績 |
| 達成順 | 年   | 馬名               | 生産者           | 馬主               | 管理調教師 | 騎手     | 皐月賞                                                                                         | 東京優駿                                                                                       | 菊花賞                                                                                         | 達成時の成績 |
| ------ | ---- | ------------------ | ---------------- | ------------------ | ---------- | -------- | ---------------------------------------------------------------------------------------------- | ---------------------------------------------------------------------------------------------- | ---------------------------------------------------------------------------------------------- | ------------ |
| 1      | 1941 | セントライト       | 小岩井農場       | 加藤雄策           | 田中和一郎 | 小西喜蔵 | GI（級）勝利はクラシックのみ、かつクラシックを最後に現役を引退                                 | GI（級）勝利はクラシックのみ、かつクラシックを最後に現役を引退                                 | GI（級）勝利はクラシックのみ、かつクラシックを最後に現役を引退                                 | 12戦9勝      |
| 1      | 1941 | セントライト       | 小岩井農場       | 加藤雄策           | 田中和一郎 | 小西喜蔵 | 第3回                                                                                          | 第10回                                                                                         | 第4回                                                                                          | 12戦9勝      |
| 2      | 1964 | シンザン           | 松橋吉松         | 橋元幸吉           | 武田文吾   | 栗田勝   | 日本中央競馬会となってからは初制覇。史上最長の19連続連対                                       | 日本中央競馬会となってからは初制覇。史上最長の19連続連対                                       | 日本中央競馬会となってからは初制覇。史上最長の19連続連対                                       | 11戦8勝      |
| 2      | 1964 | シンザン           | 松橋吉松         | 橋元幸吉           | 武田文吾   | 栗田勝   | 第24回                                                                                         | 第31回                                                                                         | 第25回                                                                                         | 11戦8勝      |
| 3      | 1983 | ミスターシービー   | 千明牧場         | 千明牧場           | 松山康久   | 吉永正人 | 父内国産馬としては初制覇                                                                       | 父内国産馬としては初制覇                                                                       | 父内国産馬としては初制覇                                                                       | 9戦7勝       |
| 3      | 1983 | ミスターシービー   | 千明牧場         | 千明牧場           | 松山康久   | 吉永正人 | 第43回                                                                                         | 第50回                                                                                         | 第44回                                                                                         | 9戦7勝       |
| 4      | 1984 | シンボリルドルフ   | シンボリ牧場     | シンボリ牧場       | 野平祐二   | 岡部幸雄 | 初の無敗三冠、牡馬最多タイの平地芝GI7勝                                                        | 初の無敗三冠、牡馬最多タイの平地芝GI7勝                                                        | 初の無敗三冠、牡馬最多タイの平地芝GI7勝                                                        | 8戦8勝       |
| 4      | 1984 | シンボリルドルフ   | シンボリ牧場     | シンボリ牧場       | 野平祐二   | 岡部幸雄 | 第44回                                                                                         | 第51回                                                                                         | 第45回                                                                                         | 8戦8勝       |
| 5      | 1994 | ナリタブライアン   | 早田牧場新冠支場 | 山路秀則           | 大久保正陽 | 南井克巳 | 朝日杯3歳ステークス優勝馬のクラシック三冠は史上初                                              | 朝日杯3歳ステークス優勝馬のクラシック三冠は史上初                                              | 朝日杯3歳ステークス優勝馬のクラシック三冠は史上初                                              | 13戦9勝      |
| 5      | 1994 | ナリタブライアン   | 早田牧場新冠支場 | 山路秀則           | 大久保正陽 | 南井克巳 | 第54回                                                                                         | 第61回                                                                                         | 第55回                                                                                         | 13戦9勝      |
| 6      | 2005 | ディープインパクト | ノーザンファーム | 金子真人           | 池江泰郎   | 武豊     | 無敗三冠、牡馬最多タイの平地芝GI7勝。2020年達成のコントレイルの父                              | 無敗三冠、牡馬最多タイの平地芝GI7勝。2020年達成のコントレイルの父                              | 無敗三冠、牡馬最多タイの平地芝GI7勝。2020年達成のコントレイルの父                              | 7戦7勝       |
| 6      | 2005 | ディープインパクト | ノーザンファーム | 金子真人           | 池江泰郎   | 武豊     | 第65回                                                                                         | 第72回                                                                                         | 第66回                                                                                         | 7戦7勝       |
| 7      | 2011 | オルフェーヴル     | 白老ファーム     | サンデーレーシング | 池江泰寿   | 池添謙一 | 父・母・母父すべてが内国産馬としては初制覇                                                     | 父・母・母父すべてが内国産馬としては初制覇                                                     | 父・母・母父すべてが内国産馬としては初制覇                                                     | 10戦6勝      |
| 7      | 2011 | オルフェーヴル     | 白老ファーム     | サンデーレーシング | 池江泰寿   | 池添謙一 | 第71回                                                                                         | 第78回                                                                                         | 第72回                                                                                         | 10戦6勝      |
| 8      | 2020 | コントレイル       | ノースヒルズ     | 前田晋二           | 矢作芳人   | 福永祐一 | 世界初の父子2世代での無敗三冠 GI昇格後のホープフルステークス優勝馬として初のクラシック三冠達成 | 世界初の父子2世代での無敗三冠 GI昇格後のホープフルステークス優勝馬として初のクラシック三冠達成 | 世界初の父子2世代での無敗三冠 GI昇格後のホープフルステークス優勝馬として初のクラシック三冠達成 | 7戦7勝       |
| 8      | 2020 | コントレイル       | ノースヒルズ     | 前田晋二           | 矢作芳人   | 福永祐一 | 第80回                                                                                         | 第87回                                                                                         | 第81回                                                                                         | 7戦7勝       |

## 牝馬三冠
| 開催順 | 競走名           | 競馬場 | 距離  | イギリスクラシックで相当する競走 | 競馬場           | 距離     | 出典・備考           |
| ------ | ---------------- | ------ | ----- | -------------------------------- | ---------------- | -------- | -------------------- |
| 1      | 桜花賞           | 阪神   | 1600m | 1000ギニーステークス             | ニューマーケット | 1609m    | [ 21 ]               |
| 2      | 優駿牝馬         | 東京   | 2400m | オークスステークス               | エプソム         | 2419m    | [ 9 ]                |
| 3      | ビクトリアカップ | 京都   | 2400m | （なし）                         | （なし）         | （なし） | 1970年から1975年まで |
| 3      | エリザベス女王杯 | 京都   | 2400m | （なし）                         | （なし）         | （なし） | 1995年まで           |
| 3      | 秋華賞           | 京都   | 2000m | （なし）                         | （なし）         | （なし） | 1996年創設           |

| 達成順 | 年   | 馬名               | 生産者           | 馬主                                 | 管理調教師 | 騎手              | 出典・備考                                                                                                | 出典・備考                                                                                                | 出典・備考                                                                                                | 達成時の成績 |
| 達成順 | 年   | 馬名               | 生産者           | 馬主                                 | 管理調教師 | 騎手              | 桜花賞 | 優駿牝馬                                                                                                  | エリザベス女王杯                                                                                          | 達成時の成績 |
| ------ | ---- | ------------------ | ---------------- | ------------------------------------ | ---------- | ----------------- | --- | --- | --- | ------------ |
| 1      | 1986 | メジロラモーヌ     | メジロ牧場       | メジロ牧場                           | 奥平真治   | 河内洋            | 3冠目はエリザベス女王杯                                                                                   | 3冠目はエリザベス女王杯                                                                                   | 3冠目はエリザベス女王杯                                                                                   | 11戦9勝      |
| 1      | 1986 | メジロラモーヌ     | メジロ牧場       | メジロ牧場                           | 奥平真治   | 河内洋            | 第46回 | 第47回 | 第11回 | 11戦9勝      |
|        |      |                    |                  |                                      |            |                   | 桜花賞 | 優駿牝馬                                                                                                  | 秋華賞 |              |
| 2      | 2003 | スティルインラブ   | 下河辺牧場       | ノースヒルズマネジメント             | 松元省一   | 幸英明            | [ 24 ] [ 注 30 ]                                                                                          | [ 24 ] [ 注 30 ]                                                                                          | [ 24 ] [ 注 30 ]                                                                                          | 7戦5勝       |
| 2      | 2003 | スティルインラブ   | 下河辺牧場       | ノースヒルズマネジメント             | 松元省一   | 幸英明            | 第63回 | 第64回 | 第8回 | 7戦5勝       |
| 3      | 2010 | アパパネ           | ノーザンファーム | 金子真人ホールディングス             | 国枝栄     | 蛯名正義          | 優駿牝馬はサンテミリオン（横山典弘騎乗）と同着                                                            | 優駿牝馬はサンテミリオン（横山典弘騎乗）と同着                                                            | 優駿牝馬はサンテミリオン（横山典弘騎乗）と同着                                                            | 9戦6勝       |
| 3      | 2010 | アパパネ           | ノーザンファーム | 金子真人ホールディングス             | 国枝栄     | 蛯名正義          | 第70回 | 第71回 | 第15回 | 9戦6勝       |
| 4      | 2012 | ジェンティルドンナ | ノーザンファーム | サンデーレーシング                   | 石坂正     | 岩田康誠 川田将雅 | 史上初の父娘三冠 優駿牝馬のみ川田将雅が騎乗、乗り代わり有りでは唯一の三冠達成 史上2位タイの芝平地GI7勝    | 史上初の父娘三冠 優駿牝馬のみ川田将雅が騎乗、乗り代わり有りでは唯一の三冠達成 史上2位タイの芝平地GI7勝    | 史上初の父娘三冠 優駿牝馬のみ川田将雅が騎乗、乗り代わり有りでは唯一の三冠達成 史上2位タイの芝平地GI7勝    | 8戦6勝       |
| 4      | 2012 | ジェンティルドンナ | ノーザンファーム | サンデーレーシング                   | 石坂正     | 岩田康誠 川田将雅 | 第72回 | 第73回 | 第17回 | 8戦6勝       |
| 5      | 2018 | アーモンドアイ     | ノーザンファーム | シルクレーシング                     | 国枝栄     | C.ルメール        | 史上最多の芝平地GI9勝                                                                                     | 史上最多の芝平地GI9勝                                                                                     | 史上最多の芝平地GI9勝                                                                                     | 6戦5勝       |
| 5      | 2018 | アーモンドアイ     | ノーザンファーム | シルクレーシング                     | 国枝栄     | C.ルメール        | 第78回 | 第79回 | 第23回 | 6戦5勝       |
| 6      | 2020 | デアリングタクト   | 長谷川牧場       | ノルマンディーサラブレッドレーシング | 杉山晴紀   | 松山弘平          | 史上初となる無敗牝馬三冠                                                                                  | 史上初となる無敗牝馬三冠                                                                                  | 史上初となる無敗牝馬三冠                                                                                  | 5戦5勝       |
| 6      | 2020 | デアリングタクト   | 長谷川牧場       | ノルマンディーサラブレッドレーシング | 杉山晴紀   | 松山弘平          | 第80回 | 第81回 | 第25回 | 5戦5勝       |
| 7      | 2023 | リバティアイランド | ノーザンファーム | サンデーレーシング                   | 中内田充正 | 川田将雅          | 優駿牝馬での着差はグレード制導入以降最大着差となる、6馬身差で圧勝。 JRA三冠馬で唯一、競走中の事故で死亡。 | 優駿牝馬での着差はグレード制導入以降最大着差となる、6馬身差で圧勝。 JRA三冠馬で唯一、競走中の事故で死亡。 | 優駿牝馬での着差はグレード制導入以降最大着差となる、6馬身差で圧勝。 JRA三冠馬で唯一、競走中の事故で死亡。 | 6戦5勝       |
| 7      | 2023 | リバティアイランド | ノーザンファーム | サンデーレーシング                   | 中内田充正 | 川田将雅          | 第83回 | 第84回 | 第28回 | 6戦5勝       |

## 主な記録

### 変則三冠
クリフジは1943年6月6日開催の東京優駿、10月3日開催の阪神優駿牝馬（現：優駿牝馬）、11月14日開催の京都農林省賞典四歳呼馬（現：菊花賞）を制したことで「（変則）三冠」と呼ばれることがある。これは当時の優駿牝馬が現在と異なり秋施行で、菊花賞も11月下旬開催だったため可能だった。

### 連続した年の三冠達成記録
年を連続しての三冠の達成はこれまでに2度あり、1度目はミスターシービーとシンボリルドルフが2年連続で達成し、2度目はアパパネ→オルフェーヴル→ジェンティルドンナが3年連続で達成した事例がある。また、2020年にはデアリングタクトとコントレイルが共に無敗で三冠を達成し、同一年での牡牝三冠の初めての事例となった。なお、コントレイルはジェンティルドンナ以来2例目の父子三冠達成であり、父子二代での無敗三冠達成は初めての事例となった。

### 三冠馬同士の対決
中央競馬での三冠馬同士の直接対決は過去に3例・5レースある。特に第40回ジャパンカップでは、日本初となる3頭の三冠馬による対決が実現した。
- 第4回ジャパンカップ（1984年）：シンボリルドルフ - 3着 / ミスターシービー - 10着（勝ち馬：カツラギエース）
- 第29回有馬記念（1984年）：シンボリルドルフ - 1着 / ミスターシービー - 3着
- 第91回天皇賞・春（1985年）：シンボリルドルフ - 1着 / ミスターシービー - 5着
- 第32回ジャパンカップ（2012年）：ジェンティルドンナ - 1着 / オルフェーヴル - 2着
- 第40回ジャパンカップ（2020年）：アーモンドアイ - 1着 / コントレイル - 2着 / デアリングタクト - 3着

なお、世界的には三冠馬同士が対決すること自体が極めて少なく、日本以外の三冠馬直接対決は、日本語での信頼及び検証が可能な出典に書かれているものとしては、過去に下記の3例の事例がある。ただし、三冠馬同士の直接対決はこれまでに世界で十数例実施された事例がある。
- 第28回ブラジル大賞（1960年、 ブラジル）：ファーウェル（1958/1959年サンパウロ地区三冠馬） - 1着 / エスコリアル（1959/1960年リオデジャネイロ地区三冠馬） - 2着
- 第6回マールボロカップ（1978年、 アメリカ合衆国）：シアトルスルー（1977年三冠馬） - 1着 / アファームド（1978年三冠馬） - 2着
- 第60回ジョッキークラブゴールドカップステークス（1978年、 アメリカ合衆国）：シアトルスルー - 2着 / アファームド - 5着（勝ち馬：エクセラー）

### 3競走全て2着
- タカハタ：1952年のクラシック3競走において、皐月賞・東京優駿でクリノハナに、優駿牝馬でスウヰイスーに敗れる変則三冠競走全2着。
- カツラシユウホウ：1958年のクラシック3競走において、皐月賞ではタイセイホープに、東京優駿ではダイゴホマレに、菊花賞でもコマヒカリに敗れた。
- ヴィルシーナ：2012年の牝馬クラシック2競走と秋華賞において、いずれもジェンティルドンナに敗れた。

### 完全制覇

#### 騎手
- クラシック競走・秋華賞を全て制覇した騎手に武豊・池添謙一・岩田康誠・クリストフ・ルメール・福永祐一・川田将雅がおり、ビクトリアカップ創設前には保田隆芳がクラシック完全制覇を果たしていた。
- クラシック三冠・牝馬三冠の完全制覇に王手をかけている現役騎手にはミルコ・デムーロ[注 93]等がいる。引退した騎手では河内洋[注 94]、安藤勝己[注 95]、蛯名正義[注 96]等が王手をかけていた。
  - 秋華賞創設前には菅原泰夫[注 97]、武邦彦[注 98]等が、エリザベス女王杯創設前には栗田勝[注 99]等がクラシック三冠・牝馬三冠の完全制覇に王手をかけていた。

#### 調教師
- クラシック競走・秋華賞の6競走全てを制した調教師はいない。ビクトリアカップ創設前であれば田中和一郎がクラシック5競走を完全制覇していた。
- 現役調教師で完全制覇に王手をかけているのは池江泰寿・友道康夫[注 100]等がいる。引退した調教師では伊藤雄二・松元省一[注 101]、長浜博之[注 102]、角居勝彦[注 103]等が完全制覇に王手をかけていた。また、秋華賞創設前には尾形藤吉・武田文吾・藤本冨良[注 104]、稲葉幸夫[注 105]等も完全制覇に王手をかけていた。

#### 種牡馬
- クラシック競走・秋華賞の完全制覇を達成した種牡馬にはブライアンズタイム・サンデーサイレンス・ディープインパクト等がおり、ビクトリアカップ創設前であればトウルヌソルがクラシック5競走を完全制覇していた。
- 現役種牡馬で完全制覇に王手をかけているのはエピファネイア[注 106]等がいる。過去にはキングカメハメハ[注 107]が完全制覇に王手をかけていた。また、秋華賞創設前にはパーソロン[注 108]等が、エリザベス女王杯創設前にはヒンドスタン[注 109]等が、ビクトリアカップ創設前にはダイオライト[注 110]等も完全制覇に王手をかけていた。